# Unplugged (The Official Bootleg)
Pour les articles homonymes, voir Unplugged.
Albums de Paul McCartney
Tripping the Live Fantastic
(1990) Paul McCartney's Liverpool Oratorio
(1991)
Albums live de Paul McCartney
Tripping the Live Fantastic
(1990) Paul Is Live
(1993)
Unplugged (The Official Bootleg) est un album live de Paul McCartney paru en 1991. Il présente les enregistrements pris dans les studios de télévision de Wembley pour l'émission MTV Unplugged. Le concept de celle-ci est que l'artiste doit faire un concert en studio sans utiliser d'instruments électriques. McCartney est le premier à proposer le résultat sur un album.
Celui-ci est apprécié de la critique qui approuve l'originalité de l'initiative. Sorti en nombre limités, Unplugged n'en entre pas moins dans les charts des deux côtés de l'Atlantique. Il atteint la 7e place au Royaume-Uni, et la 14e aux États-Unis : il s'agit de la meilleure vente de McCartney dans ce pays depuis près de dix ans. 
Fait intéressant à noter, sur la chanson Ain't no Sunshine, tous les musiciens échangent leurs instruments, Paul se met à la batterie, Hamish Stuart le guitariste est au chant, Paul Wickens le claviériste est à la basse acoustique, etc, sauf pour Linda McCartney et le batteur Blair Cunningham qui se joignent aux chœurs. 

## Liste des chansons
| No  | Titre                        | Auteur                                     | Notes                                                                                          | Durée |
| --- | ---------------------------- | ------------------------------------------ | ---------------------------------------------------------------------------------------------- | ----- |
| 1.  | Be-Bop-A-Lula                | Gene Vincent (musique) Tex Davis (paroles) | Reprise de Gene Vincent and His Blue Caps (1956)                                               | 4:04  |
| 2.  | I Lost My Little Girl (en)   | McCartney                                  | La première chanson écrite par McCartney à 14 ans                                              | 1:45  |
| 3.  | Here, There and Everywhere   | Lennon/McCartney                           | Première fois jouée en concert par McCartney                                                   | 3:16  |
| 4.  | Blue Moon of Kentucky        | Bill Monroe                                | Reprise de Bill Monroe and The Blue Grass Boys (1947)                                          | 4:21  |
| 5.  | We Can Work It Out           | Lennon/McCartney                           |                                                                                                | 2:48  |
| 6.  | San Francisco Bay Blues (en) | Jesse Fuller                               | Reprise de Jesse Fuller (1955)                                                                 | 3:29  |
| 7.  | I've Just Seen a Face        | Lennon/McCartney                           |                                                                                                | 3:01  |
| 8.  | Every Night (en)             | McCartney                                  | Tirée de l'album McCartney (y compris #12 et 17)                                               | 3:24  |
| 9.  | She's a Woman                | Lennon/McCartney                           |                                                                                                | 3:39  |
| 10. | Hi-Heel Sneakers             | Robert Higginbotham                        | Reprise de Tommy Tucker (1964)                                                                 | 4:08  |
| 11. | And I Love Her               | Lennon/McCartney                           | Première fois jouée en concert par McCartney                                                   | 4:17  |
| 12. | That Would Be Something (en) | McCartney                                  | Première fois jouée en concert par McCartney                                                   | 4:02  |
| 13. | Blackbird                    | Lennon/McCartney                           |                                                                                                | 2:09  |
| 14. | Ain't No Sunshine            | Bill Withers                               | Reprise de Bill Withers (1971). Avec McCartney à la batterie pour la première fois en concert. | 4:05  |
| 15. | Good Rockin' Tonight         | Roy Brown                                  | Reprise de Roy Brown (1947) / Elvis Presley (1954)                                             | 3:42  |
| 16. | Singing the Blues (en)       | Melvin Endsley                             | Reprise de Guy Mitchell (1956)                                                                 | 3:46  |
| 17. | Singalong Junk               | McCartney                                  | Première fois jouée en concert par McCartney                                                   | 2:26  |

## Fiche technique

### Interprètes
- Paul McCartney : chant, guitare acoustique, batterie sur Ain't No Sunshine
- Linda McCartney : harmonium indien, percussions, chœurs sur And I love her
- Hamish Stuart : guitare acoustique, basse acoustique, chant sur And I love her et Ain't No Sunshine
- Robbie McIntosh : guitare acoustique, dobro, chœurs, piano sur Ain't No Sunshine
- Paul Wickens : piano, claviers, accordéon, percussions, basse acoustique sur Ain't No Sunshine, chœurs
- Blair Cunningham : batterie, percussions, chœurs